# St. Jakobus der Ältere (Hörgertshausen)
Koordinaten: 48° 32′ 57,6″ N, 11° 52′ 5,6″ O
St. Jakobus der Ältere ist die katholische Kirche von Hörgertshausen im Landkreis Freising in Bayern. Patron der Kirche ist der Apostel Jakobus der Ältere.

## Geschichte
Bereits 926 wird eine Kirche in Hörgertshausen erwähnt, die dem Apostel Jakobus geweiht ist. Der älteste Teil der Kirche ist der im Kern aus dem ca. 12. Jahrhundert stammende romanische Chor, der früher wohl den Unterbau eines Turmes beheimatete. Das Langhaus wurde um 1650 erbaut und schon 1711–13 erneuert. Der 1711–1713 erbaute und 2400 Gulden teure Westturm wurde durch eine Zwiebelhaube gekrönt. 1678 ließ Johann Georg von Seiboldsdorf die linke Seitenkapelle zu Ehren der heiligen Anna erbauen. Um 1681 wurde die rechte Seitenkapelle, die sogenannte Armeseelenkapelle, ergänzt.
Zwischen 1790 und 1791 erhielt die Kirche vom bayerischen Hofmaler Christian Wink seine Fresken und von Roman Anton Boos das Kruzifix und die Kanzel. Gefördert wurde dieser Umbau von dem in Hörgertshausen geborenen Universitätsprofessor, kurfürstlichen Leibarzt und Mitglied der örtlichen Barbarabruderschaft Philipp Fischer (1744–1800), der anlässlich des hundertjährigen Bestehens der Bruderschaft die Kosten für die Deckenfresken übernahm.
Rund um das Patrozinium des Kirchenpatrons fand 1791 vom 24. bis 26. Juli ein großes Einweihungsfest statt.
1810 wurden die Schindeln vom Kirchendach entfernt und durch Platten ersetzt. Die zweite Renovierung fand 1853 statt, bei der die Dächer der Seitenkapellen, der Sakristei und des Portals tiefergelegt wurden. Eine weitere Renovierung fand 1948 statt.
2005 fiel ein Stück des Deckenputzes mitsamt Fresko im Hauptschiff zu Boden und die Decke musste notgesichert werden. (Bereits 1906 war ein ca. 1 m² großes Stück des Freskos an anderer Stelle abgestürzt und musste ergänzt werden.)
Von 2007 bis 2015 wurde die Kirche durch Spenden und die Erzdiözese München-Freising gesamtrenoviert. Bei den Altären wurden Oberflächenreinigung, Festigung gelockerter Mal- und Grundierschichten, Holzbefestigung, bildhauerische und holztechnische  Instandsetzung und das  Kitten und Retuschen von Fehlstellen vorgenommen. Der Unterbau des Hochaltares wurde unter Verwendung des historischen Antependiums, das sich noch im gräflichen Separee oberhalb der Sakristei befand, mit seinen Seitenteilen, unter Verwendung von neuen Teilen anhand älterer Profile und Simsteile wieder in seinen früheren Zustand zurückversetzt. Bei der Kanzel wurden zuerst eine Oberflächen- und Staubreinigung sowie die statische Sicherung durchgeführt. Die Sitzbänke im Langhaus wurden bildhauerisch und holztechnisch instand gesetzt und fehlendes Schnitzwerk erneuert. Dazu kamen ein neuer Altar, ein Ambo sowie weitere Gegenstände für den Gottesdienst von der Künstlerfamilie Lutzenberger aus Bad Wörishofen.
Am 22. März 2015 wurden der Altar und die Kirche von Weihbischof Bernhard Haßlberger und dem Ortspfarrer Edward Stupak festlich geweiht. Dabei wurden Reliquien des seligen Bischofs Otto von Freising und des seligen Paters Kaspar Stangassinger neben dem neuen Volksaltar eingemauert.
Im Juli 2017 wurde das Hauptschiff mit einem Gerüst versehen, da das Deckengemälde erneut schwere Beschädigungen aufwies.

## Ausstattung
Die ganze Ausmalung, unter Verzicht auf jeglichen Stuck, zeigt den Übergang vom Rokoko zum Klassizismus und ist ziemlich einmalig bei einer Landkirche.

### Decke
Die Decke ist dreigeteilt mit Fresken bemalt. Im Eingangsbereich unterhalb der Orgel wird der heilige Jakobus beim Gebet vor einer Säule, auf der die Mutter Gottes steht, dargestellt. In der Mitte der Kirche wird der Märtyrertod des Apostels gezeigt. Oben im Himmel hält Christus den Siegeskranz für ihn bereit. Das Pferd des Reiters ist ein perspektivisches Meisterstück. Im Presbyterium befindet sich eine Gloriendarstellung des Schutzpatrons.

### Chorbogen
Am Chorbogen wurde von Wink folgende lateinische Inschrift angebracht: „SANCTO IACOBO MAIORI APOSTOLO ECCLESIA HAEC EX VOTO EXORNATA PICTAQVE FVLGET“. In freier Übersetzung bedeutet dies: Diese, dem heiligen Jakobus dem Älteren geweihte Kirche, zeigt sich in neuem Glanz, nachdem sie eines Gelübdes wegen ausgeschmückt und bemalt wurde. Werden die größer geschriebenen (hier fett geschriebenen) lateinischen Buchstaben als römische Ziffern zusammengezählt, ergibt sich die Jahreszahl 1790.

### Rechtes Langhaus

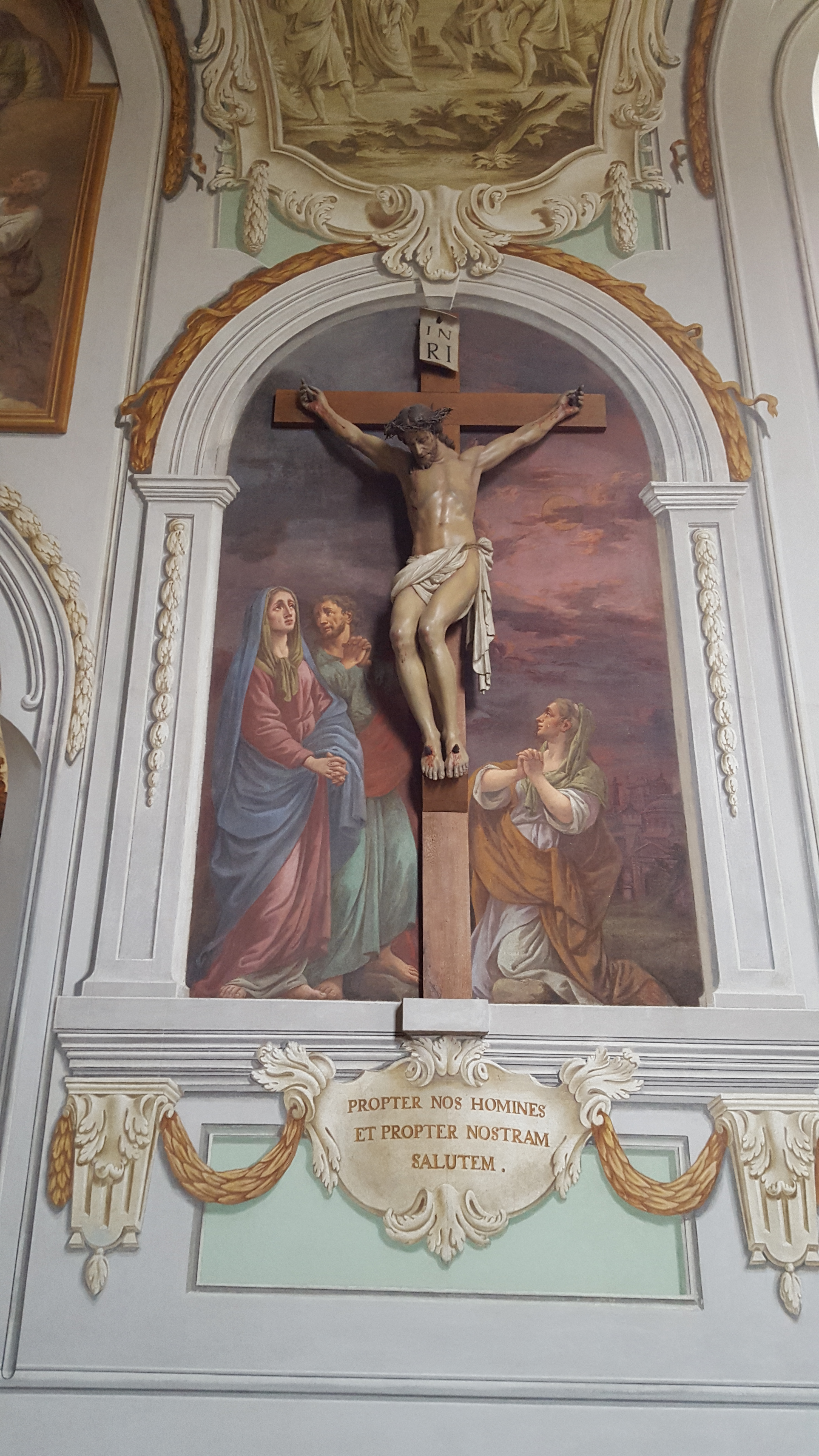
Kruzifix mit Fresko

Das Holzkreuz wurde von Phillip Fischer gestiftet und von Roman Anton Boos geschnitzt. Das umgebende Fresko mit Maria, Magdalena und Johannes stammt wahrscheinlich von Amand Wink.

### Linkes Langhaus

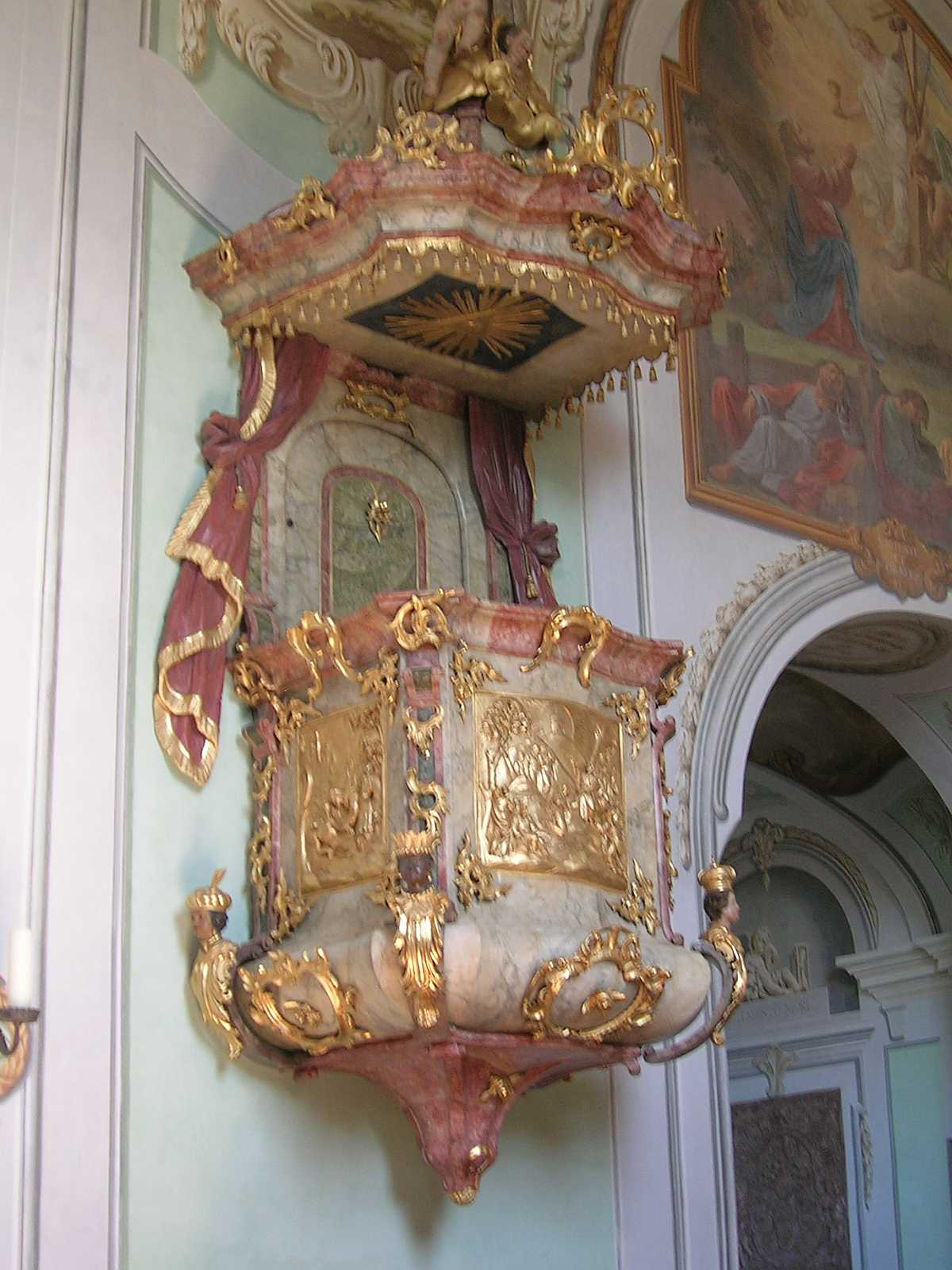
Hörgertshausen Pfarrkirche Kanzel

An der linken Seite befindet sich eine reich geschmückte Kanzel, die Roman Anton Boos zugeschrieben wird. Sie kann über einen heute gesperrten Eingang über die linke Seitenkapelle erreicht werden.

### Gestühl
Das Kirchengestühl im Langhaus wurde 1725 erworben. Die eichengeschnitzten Stuhlwangen sind aufwendig mit Akanthusblättern verziert. Die Stuhlwangen wurden bei der letzten Großrenovierung von 2007 bis 2015 aufwendig ausgebessert und die Sitzbänke sowie deren Unterbau erneuert.

### Hochaltar

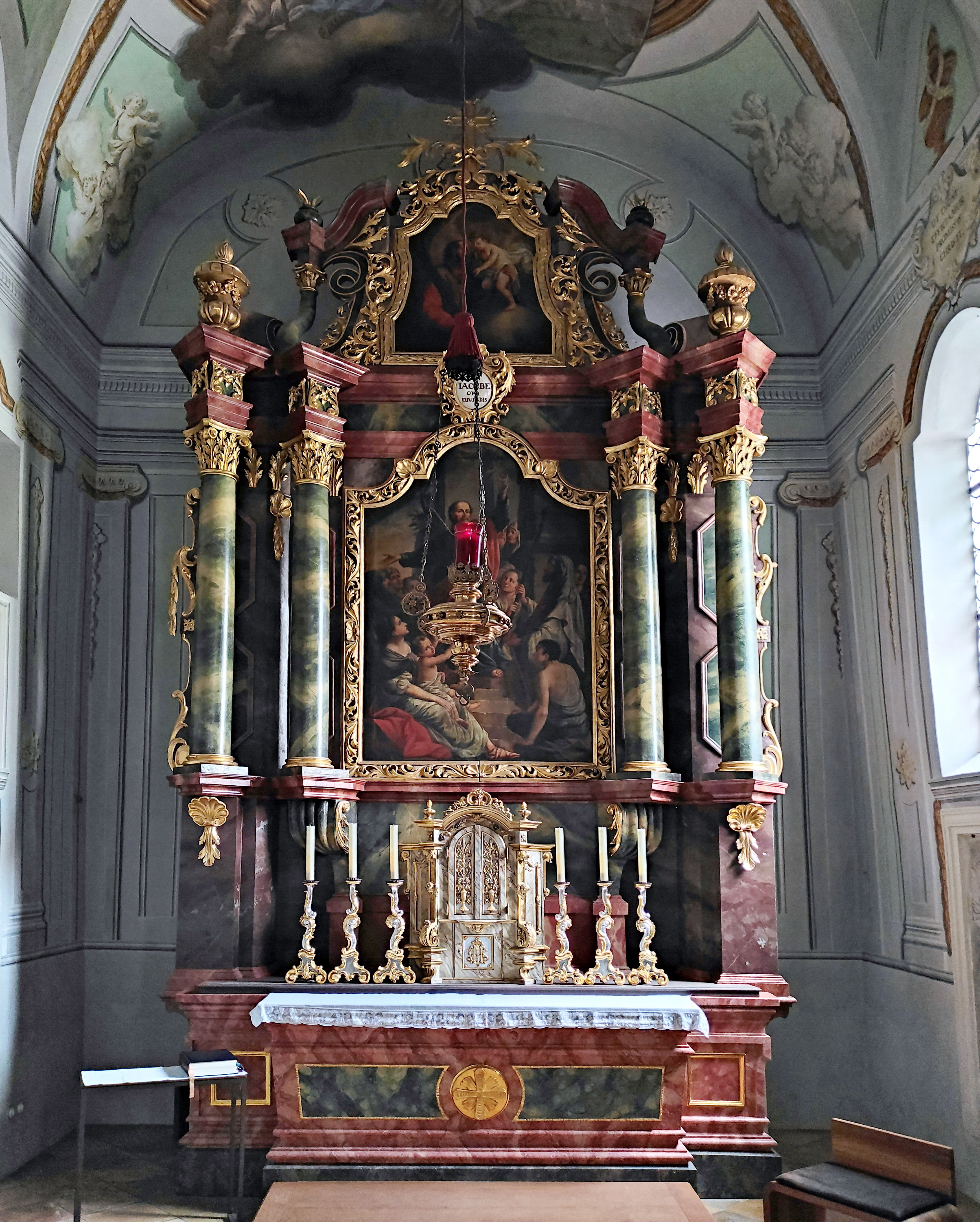
St. Jakobus der Ältere: Hochaltar

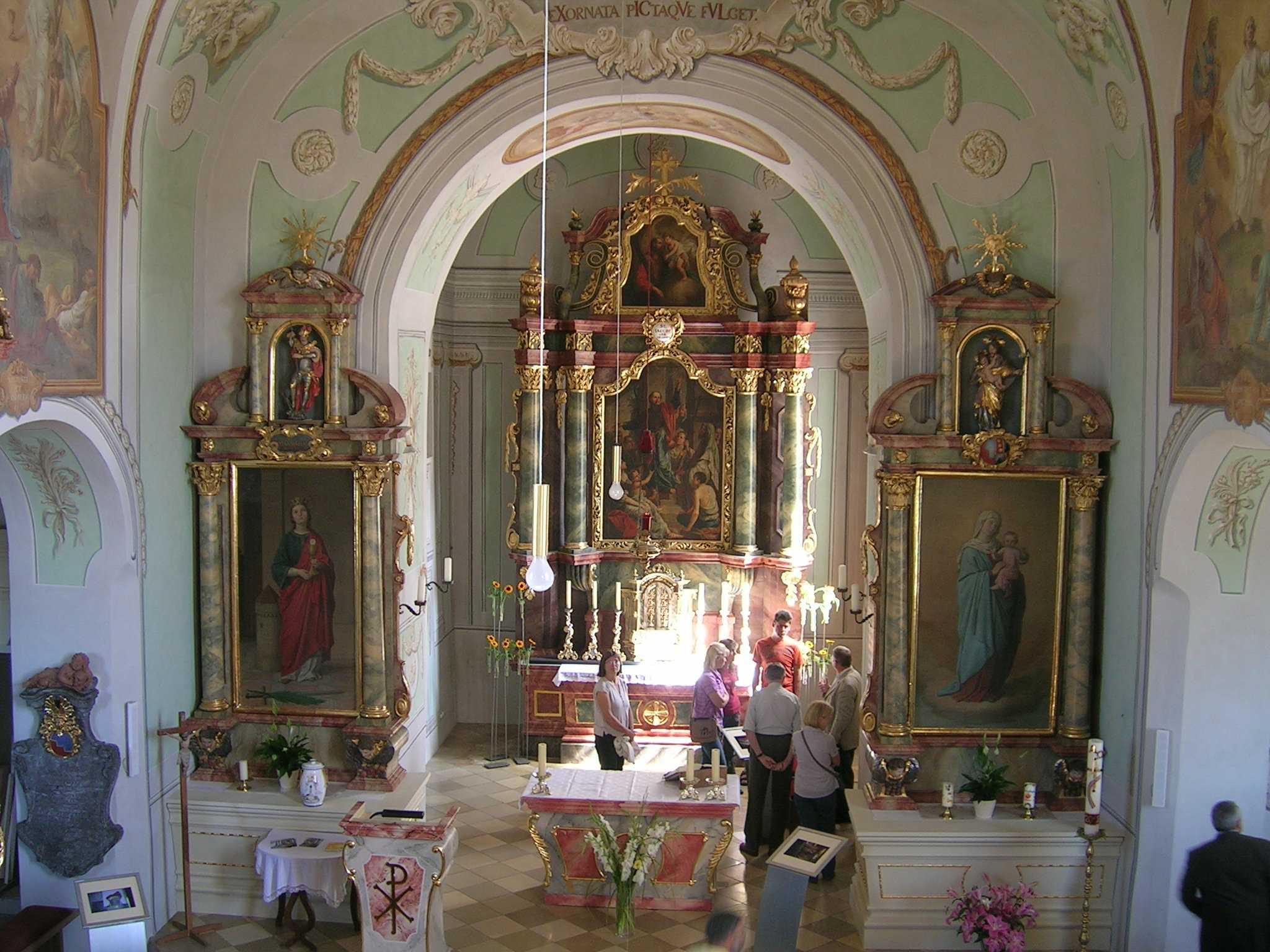
Hörgertshausen Pfarrkirche Führung Denkmaltag 2012

Hoch- und Seitenaltäre wurden um das Jahr 1700 gefertigt. Der Hochaltar besticht durch die 1791 von Wink geschaffene überlebensgroße Darstellung des Schutzpatrons im Choraltarblatt und das 2015 wieder angefügte Antependium.

### Linke Seitenkapelle

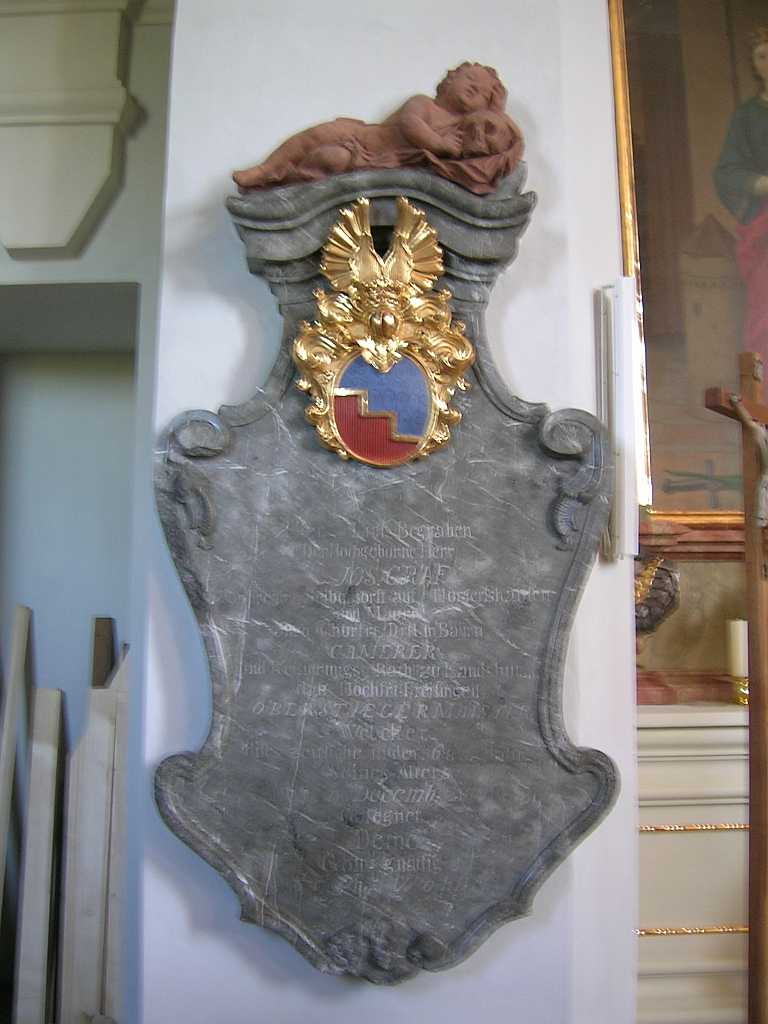
Hörgertshausen Pfarrkirche Grabstein

Auf der Evangelienseite, die der heiligen Anna gewidmet ist, befindet sich ein Deckenfresko, das die Himmelfahrt der heiligen Jungfrau Maria zeigt. Das Bild des Seitenaltars wurde 1852 vom Münchner Maler Ulrich Halbreiter gemalt. Dort befindet sich auch die Grablege der Grafen von Seiboldsdorf zu Schenkenau.

### Rechte Seitenkapelle
Auf der Epistelseite, die auch Armeseelenkapelle genannt wird, befindet sich ein Deckenfresko, das das Jüngste Gericht zeigt. Hier befinden sich auch der 1709 für 60 Gulden beschaffte und 2015 mit einem neuen Einsatz versehene Taufstein sowie der historische Beichtstuhl.
Ein Gedenkfresko an den Gönner der Kirche Philipp Fischer befindet sich ebenfalls in der Kapelle.

### Empore
Unter der Empore ist die von Amand Wink in Fresko gemalte Darstellung der Tempelreinigung.

### Orgel

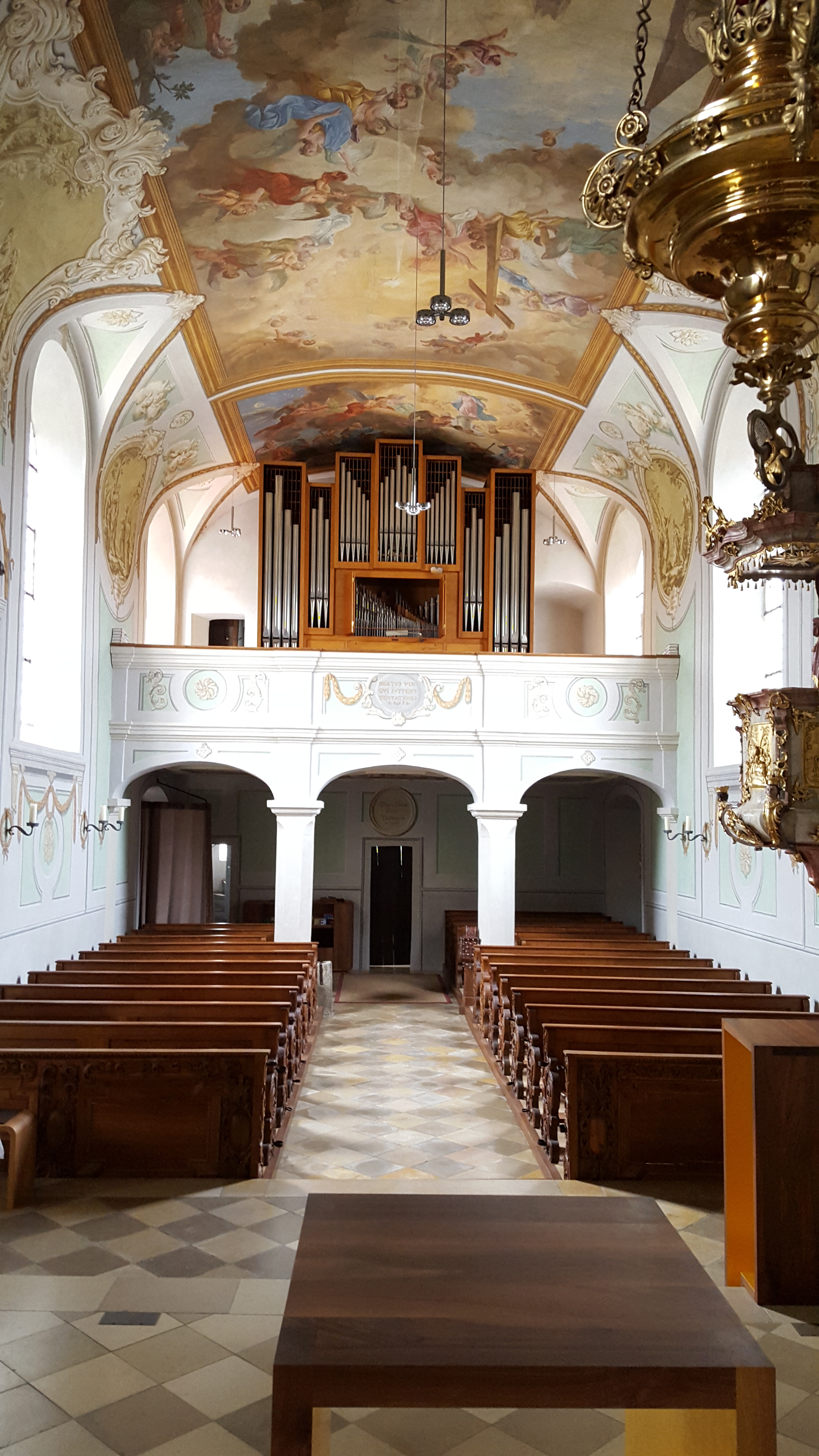
Empore St. Jakobus der Ältere

Die Orgel wurde 1970 vom Orgelbauer Detlef Kleuker aus Brackwede angefertigt und aufgebaut. Das Instrument hat 17 Register auf 2 Manualen und einem Pedal.
| I Hauptwerk C–g3 |                 |       |
| 1.               | Prinzipal       | 8′    |
| 2.               | Spitzflöte      | 8′    |
| 3.               | Oktave          | 4′    |
| 4.               | Waldflöte       | 2′    |
| 5.               | Mixtur 5-6 fach | 1 ⁄3′ |

| II Oberwerk C–g3 |               |       |
| 6.               | Gedeckt       | 8′    |
| 7.               | Weidenpfeife  | 8′    |
| 8.               | Rohrflöte     | 4′    |
| 9.               | Sesquialtera  | 2 ⁄3′ |
| 10.              | Prinzipal     | 2′    |
| 11.              | Sifflöte      | 1 ⁄3′ |
| 12.              | Scharff 4fach | 1′    |

| Pedal C–f1 |                     |       |
| 13.        | Subbass             | 16′   |
| 14.        | Gemshorn            | 8′    |
| 15.        | Choralflöte         | 4'    |
| 16.        | Rauschpfeife 4 fach | 2 ⁄3′ |

- Koppeln: II/I, I/P, II/P als mechanische Fußtritte

### Glocken
Die Glocken mussten im Ersten Weltkrieg abgeliefert werden. 1921 wurden neue erworben. Eine davon wurde von Herrn Schranner, Goglhof gestiftet. Im Zweiten Weltkrieg mussten die Glocken erneut abgegeben werden. 1955 konnten dann neue Glocken erworben werden.